# Francesco Antonio Scacciavento
Francesco Antonio Scacciavento (Cava dei Tirreni, ... – Napoli, ...; fl. XVII secolo) è stato un avvocato italiano.
Nato nella stessa città di Giulio Genoino, di cui era parente, figlio di onorevole gente, Scacciavento era dottore in legge.
Nel 1620 partecipò con Giulio Genoino alle proteste popolari favorite dal viceré Pedro Téllez-Girón, III duca di Osuna.

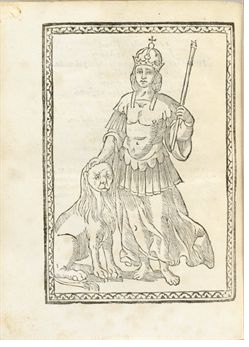
Il zodiaco 1629 di Scacciavento

Il 16 agosto 1628 divenne Eletto del popolo, governando per un anno e quattro mesi.
Nel 1630 pubblicò un'opera sulle virtù di Antonio Alvarez di Toledo, duca d'Alba, viceré di Napoli.
Giudice della Vicaria nel 1632, è mastrodatti del Sacro Consiglio.
La sua ideologia antinobile si formò nel 1636, nel conflitto che oppose gli aristocratici ai rappresentanti del popolo nel governo dell'Annunziata con Francesco Caracciolo; il contrasto nacque quando, mentre Francesco Caracciolo era a letto per una caduta da cavallo, i quattro governatori popolari decisero di riunirsi e chiesero le chiavi al portiere della camera dell'Udienze. Dopo un rifiuto del portiere, Scacciavento forzò l'ingresso della camera. I nobili offesi uccisero un governatore popolare e l'incidente si chiude con la sostituzione di Caracciolo.
Collaborò alla stesura dei capitoli (privilegi) nel luglio 1647 fra il popolo e gli spagnoli, con Giulio Genoino e Onofrio De Palma.
Alla morte di Francesco Toraldo, Annese assunse la carica di generalissimo e lo nominò suo consigliere.
Il 2 ottobre 1647 fu eletto deputato dagli eletti dalle Ottine; con P. maestro Barra carmelitano, il dottor Scale ed il dottore Camillo Tambro andò a trattare con S.A. D. Giovanni le condizioni di pace del popolo.
Il 19 ottobre 1647 Scacciavento mandò una lettera al duca D'Arcos.
Scontento di Gennaro, Annese appoggiò il Guisa nel suo colpo di Stato.
Il 1º luglio 1648 il bando del re alla caduta della repubblica fu firmato dai giudici della Vicaria Agostino Mollo, Aniello Porzio, Zuniga, Giacomo Carlo Capece Zurlo, e anche da Scacciavento.
Il 6 luglio un altro bando della Vicaria fu firmato da Scacciavento, che morì prematuramente.